# Alissa White-Gluz
Alissa White-Gluz (* 31. července 1985) je kanadská zpěvačka švédské melodic death metalové kapely Arch Enemy. Předtím (v letech 2004–2014) působila, také jako zpěvačka, v metalcoreové kapele The Agonist. Do Arch Enemy byla přijata v roce 2014, kdy skupinu opustila její dlouholetá frontmanka Angela Gossow.

## Kariéra

### The Agonist
V roce 2004 Alissa založila kapelu The Agonist spolu s Chrisem Kellsem a Danny Marinem v kanadském Montréalu.

### Arch Enemy

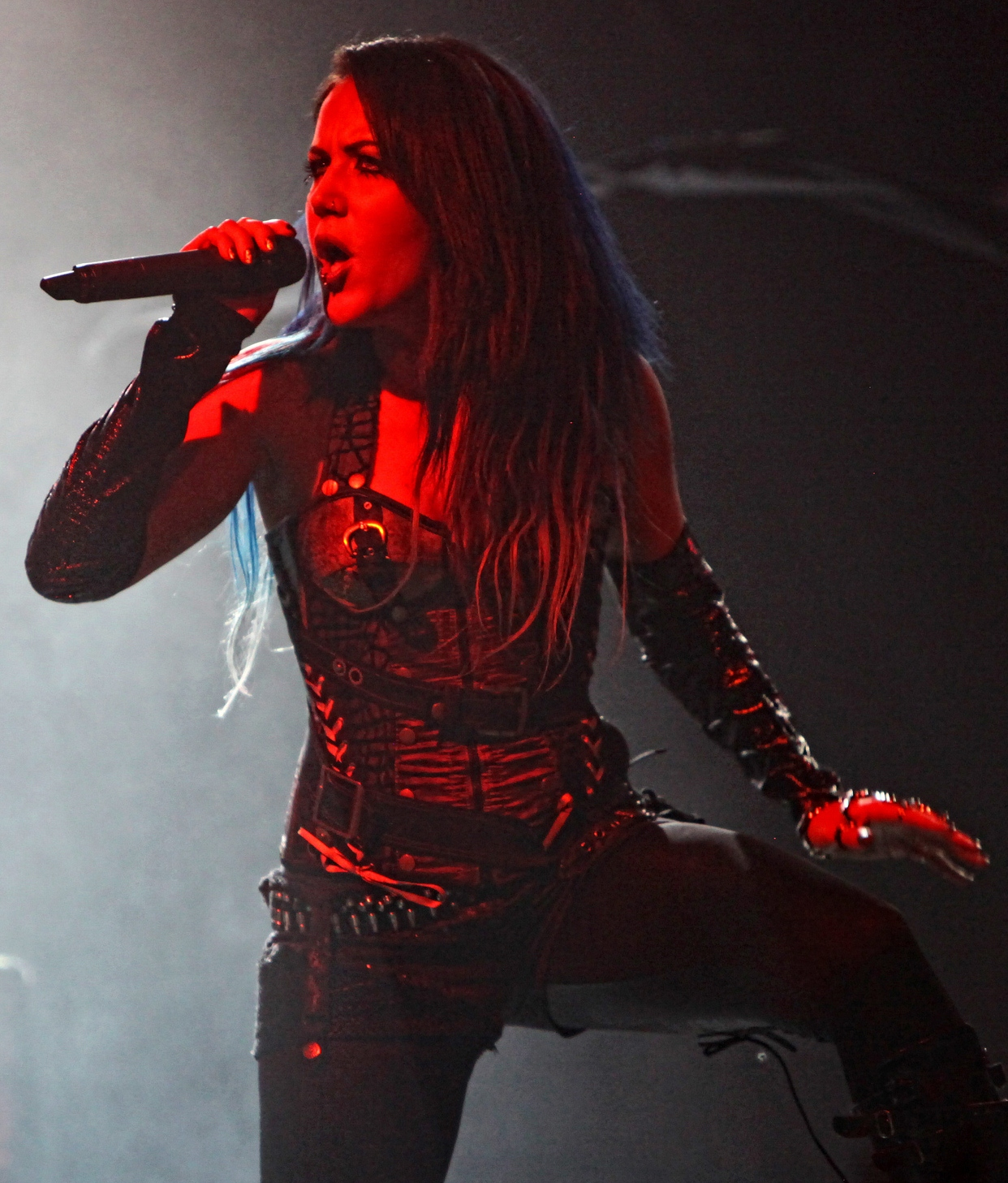
Alissa White-Gluz během angažmá v kapele Kamelot

Dne 17. března 2014 oznámila kapela Arch Enemy, prostřednictvím tiskové zprávy, že Alissa nahradí jejich dřívější vokalistku Angelu Gossow.
Alissa napsala na svém Facebooku, že opouští The Agonist a její místo nahradí Vicky Psarakis: „Je smutné, že musím oznámit svůj konec v The Agonist. Měla jsem v plánu (a dokonce jsem začala) psát a nahrávat další zabijácké album, ale ostatní se rozhodli zvolit jinou cestu.“

### Sólová kariéra
Na rok 2018 plánuje vydání sólové desky, která ponese název Alissa. Na albu se podílí několik hostů, včetně Kamelot, Arch Enemy a jejího přítele Doyla z Misfits. Na albu Alissa uplatní všechny své hlasové polohy, objeví se i čistý melodický zpěv, který Alissa v Arch Enemy většinou nepoužívá.

## Diskografie

### Arch Enemy
- War Eternal (2014)
- Stolen Life (2015, EP)
- As the Stages Burn! (2017)
- Will To Power (2017)
- Deceivers (2022)
- Blood Dynasty (2025)

### The Agonist
- Once Only Imagined (2007)
- Lullabies for the Dormant Mind (2009)
- Prisoners (2012)

### Sólová alba
- Alissa (2019)

### Spolupráce
- Plasmarifle – na skladbě „From The Trail of Ashes...“ – album While You Were Sleeping The World Changed In An Instant (2008, Siege of Amida Records)
- Blackguard – na skladbě „The Sword“ – albumProfugus Mortis (2009, Sumerian Records)
- Kamelot – na skladbě „Sacrimony (Angel of Afterlife)“ – album Silverthorn (2012, SPV GmbH, King Records)
- Delain – na skladbě „The Tragedy Of The Commons“ – album The Human Contradiction (2014, Napalm Records)
- Kamelot – na skladbě „Liar Liar (Wasteland Monarchy)“ a „Revolution“ – album Haven (2015, Napalm Records)
- Metal Allegiance – na skladbě „We Rock“ – album Metal Allegiance (album) (2015, Nuclear Blast)
- Tarja Turunen – na skladbě „Demons in You“ – album The Shadow Self (2016, earMUSIC)
- Babymetal – na skladbě "Distortion" – Album Metal Galaxy (2019)

## Osobní život a zajímavosti
- Jako aktivistka za práva zvířat dostala ocenění Libby od PETA za její práci v mezinárodní kampani proti lovu tuleňů kanadských.[5][6]
- Od roku 1998 je Alissa veganka.[7][8]
- Hovoří francouzsky.
- Praktikuje tzv. Straight edge (druh životního stylu).[9][10]
- Jejím přítelem je kytarista kapely The Misfits Doyle Wolfgang von Frankenstein.